# Escassez na Venezuela
A escassez na Venezuela é um termo que descreve um dos fenômenos peculiares que têm afetado a economia venezuelana nos últimos anos, fazendo parte de uma mais ampla crise vivida no país no período chavista. Essa escassez atinge os produtos com preços regulados, tais como o leite, vários tipos de carne, frango, café, arroz, óleo, farinha e manteiga, bem como nos produtos de necessidade básica e de saúde, como o papel higiênico, medicamentos para tratar o câncer e até mesmo implantes mamários.
Em estados fronteiriços como Táchira e Zulia o problema é agravado por conta da facilidade de transporte de mercadorias contrabandeadas da Venezuela para a Colômbia, fato que vem ocorrendo desde o início de 2013 e que perdura até hoje.

## Antecedentes

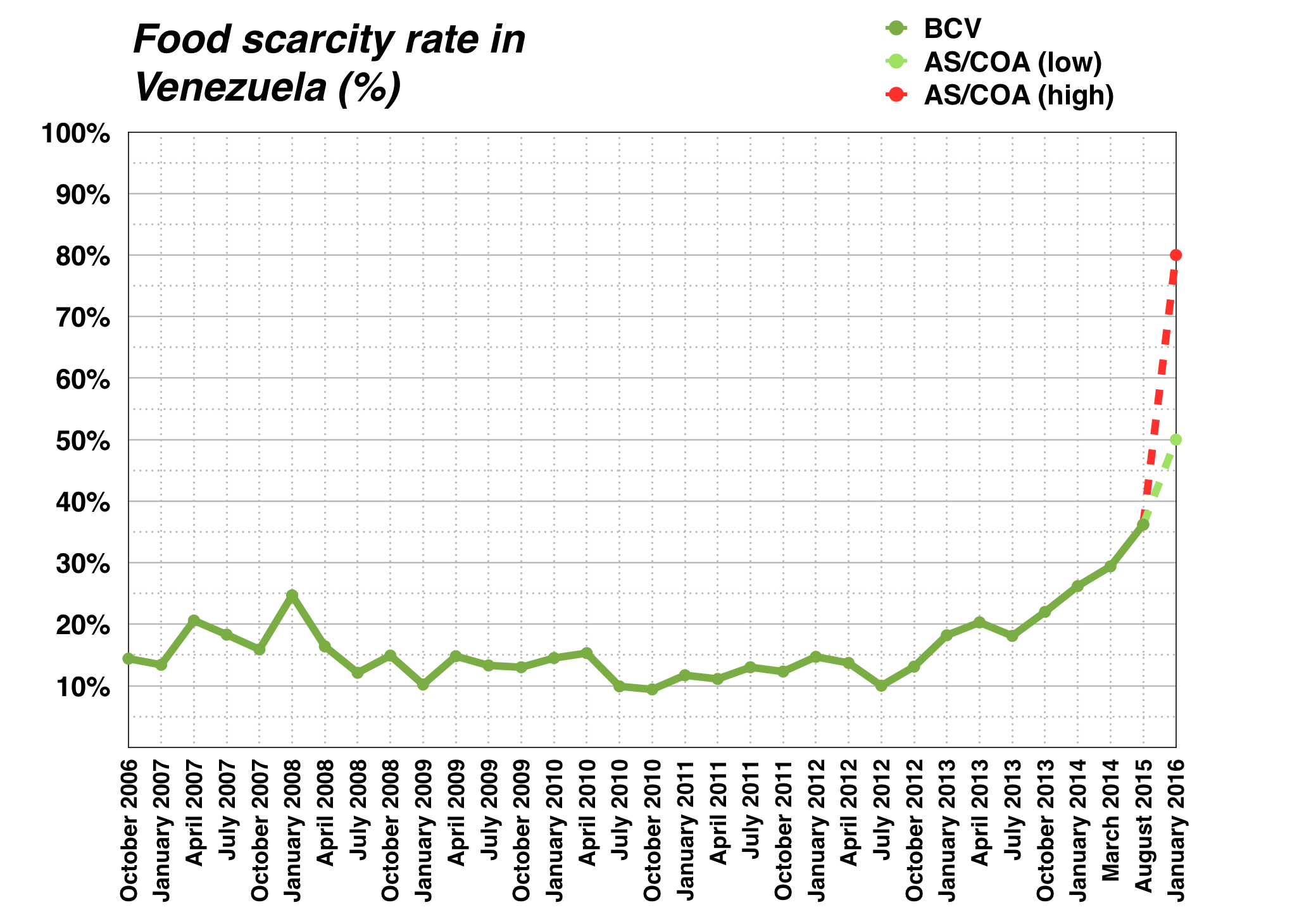
Gráfico mostra o crescimento da escassez de produtos.
Fonte: Banco Central da Venezuela

Antes da presidência de Nicolás Maduro, a Venezuela enfrentou insuficiências ocasionais, principalmente devido à alta inflação e ineficiência do governo durante a Revolução Bolivariana. A escassez desenfreada começou em de 2005, quando 5% dos produtos básicos ficaram indisponíveis de acordo com o Banco Central da Venezuela. Apenas três anos depois, foi relatada uma carência de 24,7% dos produtos básicos, mostrando uma tendência crescente que durou até maio de 2008, quando a ausência de produtos caiu para 16,3%. Todavia, a escassez voltou a se expandir em Janeiro de 2012 até atingir seu o recorde de 28% em fevereiro 2014. O governo da Venezuela parou de relatar a falta de produtos quando a taxa ultrapassou os 28%. Em janeiro de 2015, a hashtag #AnaquelesVaciosEnVenezuela e #EmptyShelvesInVenezuela (prateleiras vazias na Venezuela, em português) foram os assuntos mais discutidos na rede social Twitter, com os venezuelanos postando fotos de prateleiras de supermercado vazias por todo o país.
Em agosto de 2015, a agência estadunidense de inteligência privada Stratfor divulgou duas imagens fotografadas por satélite de Puerto Cabello - o principal porto de mercadorias importadas de Venezuela - a fim de mostrar o grave problema da escassez. Foi mostrada uma imagem de fevereiro de 2012, a qual exibia os portos cheios de contêineres, quando os gastos do governo venezuelano estavam perto do recorde para as eleições presidenciais de 2012. A segunda imagem, de junho 2015, mostra o porto com muito menos contêineres, pois o governo da Venezuela já não podia se dar ao luxo de importar mercadorias por conta da desvalorização do petróleo.

### Dependência do petróleo
Devido às grandes reservas de petróleo e à austeridade contra a propriedade privada, a maior fonte de dólares do país é o petróleo. Em 2012, para cada 100 dólares investidos no país, mais 90 vieram do óleo e seus derivados. Com a queda de preços da substância em 2015, o país enfrenta uma queda acentuada de receita estrangeira.

### Controle do câmbio

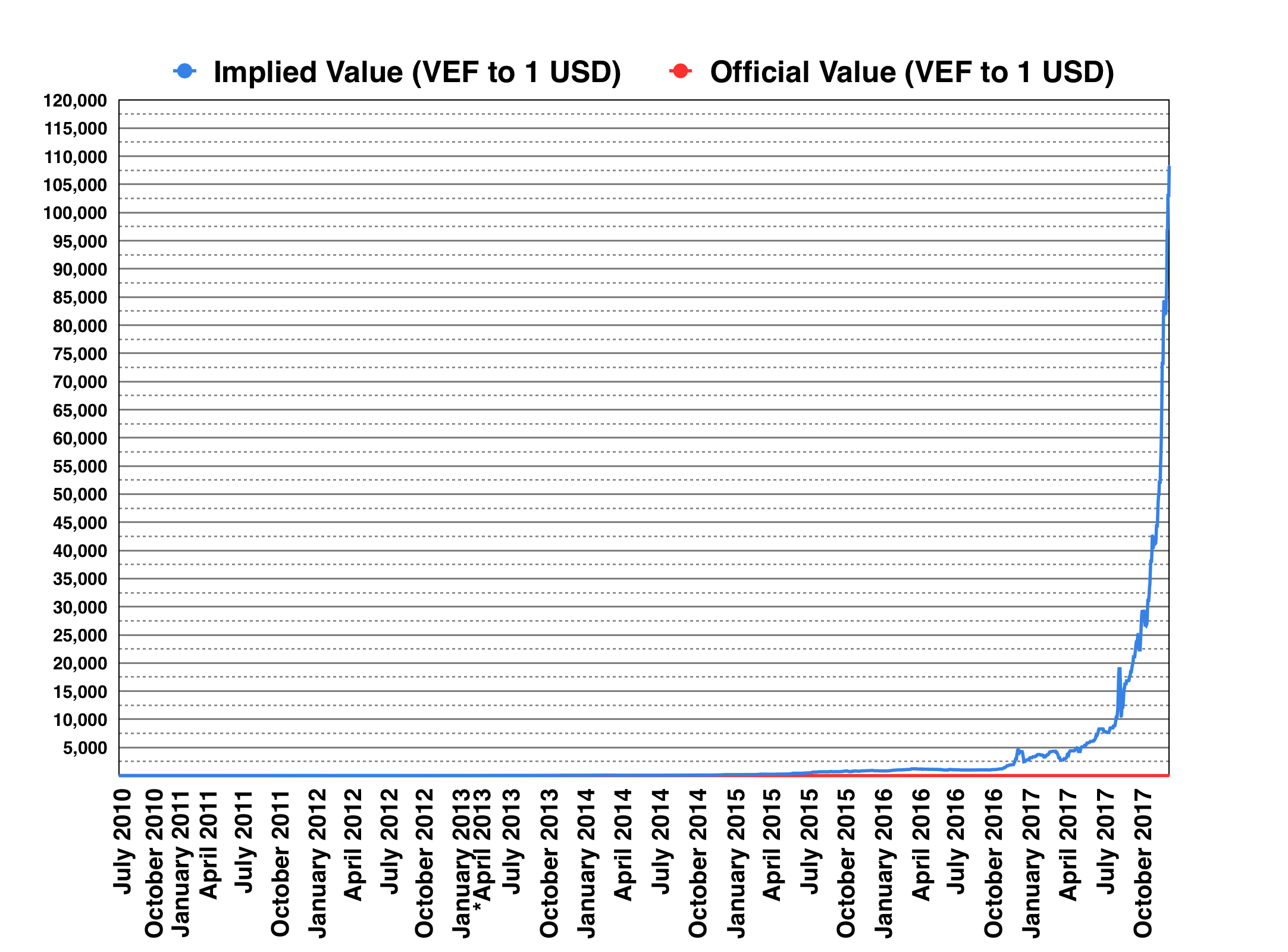
A linha azul representa o valor implícito do Bolívar venezuelano comparado ao dólar. A linha vermelha representa os valores do Bolívar venezuelano divulgados pelo governo.
Fontes: Banco Central de Venezuela, Dólar Paralelo, Banco da Reserva Federal, Fundo Monetário Internacional.

Desde fevereiro de 2003, a Revolução Bolivariana tem implementado diferentes sistemas de controle de câmbio com o objetivo de regular o que o governo chamou de "fuga de capitais". Órgãos governamentais são responsáveis pela fixação de taxas de câmbio diferentes em relação ao dólar, limitando a quantidade de moeda que cada cidadão venezuelano pode obter. Durante todo o governo de Hugo Chávez, medidas agrícolas causaram um aumento das importações de alimentos. Em razão dessas políticas, a produção doméstica de carne bovina, arroz e leite diminuíram.
Por outro lado, o controle de câmbio implicou no surgimento de uma moeda paralela no mercado negro, devido à saturação do mercado oficial pela elevada dependência das importações. Enfraquecido pelos elevados níveis de liquidez monetária, o bolívar venezuelano continuou a se desvalorizar o que, somado à redução de produção de bens nacionais, aos obstáculos nas importações e à burocracia elevada, provocou um aumento considerável nos preços dos produtos.
O governo federal tem tomado uma série de medidas econômicas, incluindo o controle de preços, que em vez de resolver a situação, segundo economistas, contribui para o aumento do mercado negro.

## Expropriações
Segundo o economista Anjo Alayón, "o governo da Venezuela detém o controle direto sobre a distribuição de alimentos no país". A distribuição de todos os alimentos, mesmo entre empresas privadas, é controlada pelo governo. No entanto, Alayon afirma que o problema não é de distribuição e sim de produção, pois "ninguém pode distribuir o que não ocorre." Desapropriações feitas pelo governo levaram a uma forte queda de produção na Venezuela.
De acordo com Miguel Angel Santos, pesquisador da Universidade de Harvard, como resultado das expropriações dos meios privados de produção que ocorre desde 2004, "a produção foi destruída (...) quando a Venezuela tinha o dinheiro das importações abundantes de petróleo”.

## Contrabando
Em uma entrevista feita pelo The Guardian, o presidente Nicolás Maduro admitiu que uma “proporção significativa” de produtos subsidiados estavam sendo contrabandeados para a Colômbia e vendidos por preços muito mais elevados. O governo venezuelano afirma que cerca de 40% das mercadorias que subsidia são contrabandeadas para países vizinhos. No entanto, diversos economistas discordam da afirmação de maduro, e apontam que o número real de produtos contrabandeados gira em torno de 10%. Consonante com os economistas, a Reuters também identificou o controle cambial como o principal fator para o contrabando.

## Causas

### Políticas governamentais

#### Gastos excessivos e dependência de importações

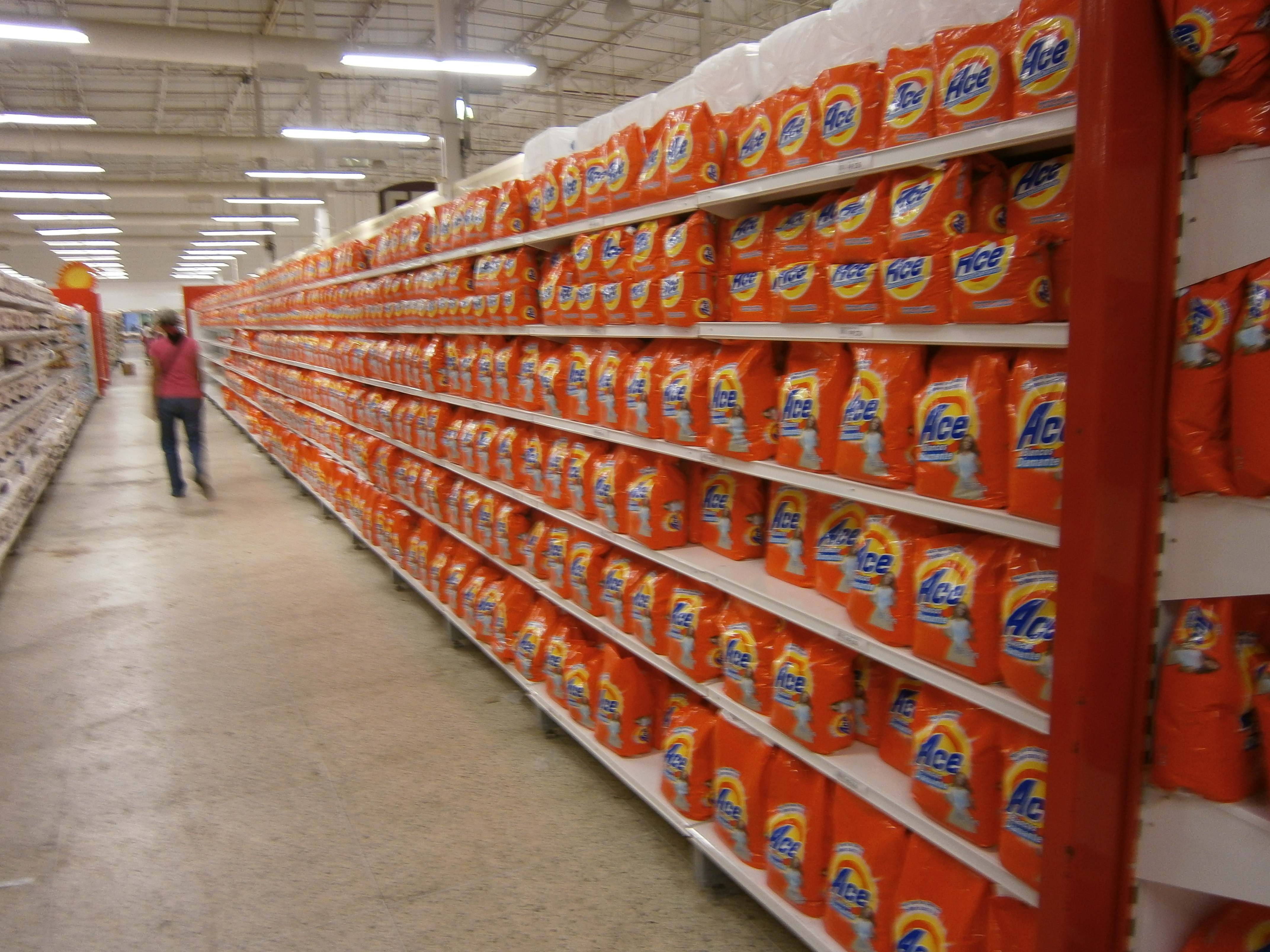
Prateleiras repletas do mesmo tipo de produto.

As políticas do presidente Hugo Chávez dependiam fortemente das receitas do petróleo para financiar grandes quantidades de importações. A produção durante o governo de Chávez caiu devido às suas políticas de controle de preços e expropriações mal gerenciadas. Seu sucessor, Nicolás Maduro, continuou a maioria das políticas de Chávez até que se tornaram insustentáveis. Quando os lucros do petróleo começaram a declinar em 2014, Maduro passou a limitar as importações necessárias aos venezuelanos e as escassezes começaram a aumentar. As reservas estrangeiras, geralmente guardadas para situações de crise econômica, estavam sendo utilizadas para pagar dívidas e evitar o calote, em vez de serem usadas para comprar produtos importados. A produção doméstica, que já havia sido prejudicada pelas políticas governamentais, não foi capaz de substituir os produtos importados necessários.
De acordo com o economista Ángel Alayón, a disponibilidade de alimentos em toda a Venezuela é controlada e distribuída diretamente pelo governo, inclusive por meio de empresas privadas. Alayón afirma que o problema não é a distribuição, mas sim a produção; ele alega que nada está sendo produzido, de modo que a regulação excessiva dos distribuidores é irrelevante. As expropriações promovidas pelo governo resultaram em uma queda na produção na Venezuela. De acordo com Miguel Angel Santos, pesquisador da Kennedy School of Government da Harvard University, a indústria de produção de bens na Venezuela foi destruída em decorrência das expropriações dos meios de produção privados desde 2004, enquanto ocorreu um crescimento do consumismo de importações quando a Venezuela dispunha de abundante dinheiro proveniente do petróleo. A queda dos preços do petróleo a partir de 2014 tornou impossível para o governo importar os produtos necessários aos venezuelanos, embora a partir desse ponto o país já dependesse, em grande parte, das importações.

#### Controles de câmbio e de preços

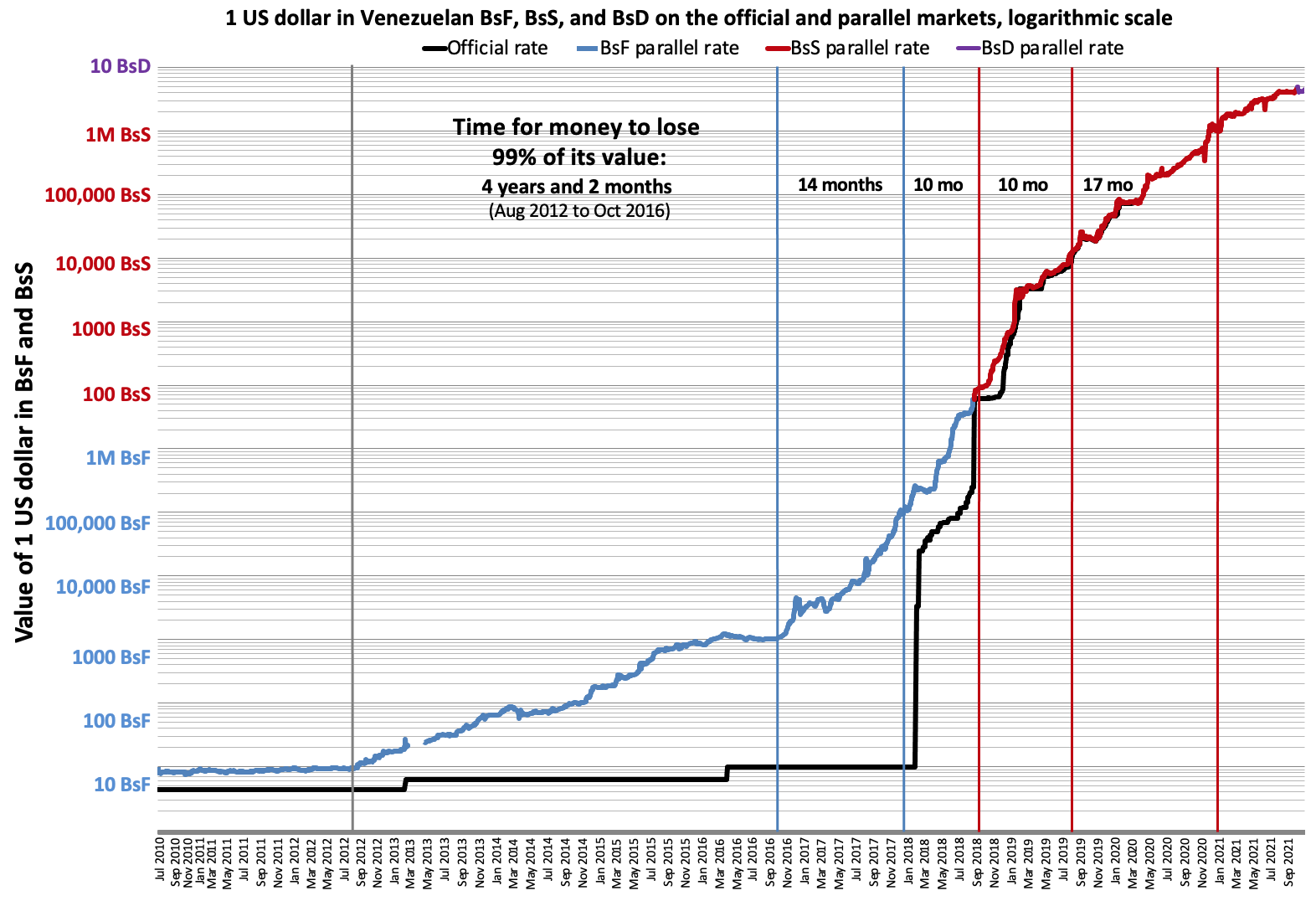
O valor de um dólar americano em bolívares venezuelanos (VEF) no mercado negro ao longo do tempo, de acordo com DolarToday.com. As linhas verticais azuis representam cada vez que a moeda perdeu 90% de seu valor em relação ao dólar americano desde a última vez. Isso ocorreu quatro vezes desde 2012, o que significa que, em dezembro de 2017, a moeda vale menos de uma dezmilésima do que valia cinco anos atrás, tendo perdido 99,99% de seu valor. A taxa com que o valor se perde (inflação) está se acelerando rapidamente. Na primeira vez, o dinheiro levou dois anos e dois meses (uma taxa de inflação mensal implícita de 9,3%) para perder 90% de seu valor; na segunda, um ano e 10 meses (taxa implícita de 11% m/m); na terceira, apenas 10 meses (taxa implícita de 26% m/m); e na quarta, apenas quatro meses (taxa implícita de 77% m/m)

Nos primeiros anos de governo de Chávez, seus programas sociais recém-criados exigiam grandes quantias de financiamento para promover as mudanças desejadas. Em 5 de fevereiro de 2003, o governo criou o CADIVI, um conselho de controle de câmbio encarregado de administrar as transações de câmbio. Esse órgão foi criado para controlar a fuga de capitais do país, impondo limites à quantidade de moeda estrangeira que os indivíduos podiam adquirir. A administração de Chávez também implementou medidas agrícolas que fizeram com que as importações de alimentos aumentassem dramaticamente. Isso desacelerou a produção doméstica de produtos agrícolas básicos, como carne bovina, arroz e leite. Com a dependência da Venezuela em relação às importações e a escassez de dólares para pagá-las, ocorreram escassezes.
Com os limites impostos à aquisição de moeda estrangeira, desenvolveu-se um mercado negro de câmbio, pois os comerciantes venezuelanos dependiam da importação de bens que exigiam pagamentos em moedas estrangeiras confiáveis. À medida que a Venezuela imprimia mais dinheiro para financiar seus programas sociais, o bolívar continuava a se desvalorizar para os cidadãos e comerciantes, já que o governo detinha a maior parte das moedas estrangeiras mais confiáveis. Como os comerciantes só podiam adquirir quantidades limitadas da moeda necessária junto ao governo venezuelano, recorreram ao mercado negro. Isso elevou os custos dos comerciantes, o que resultou em aumentos de preços para os consumidores. As altas taxas do mercado negro dificultavam que as empresas comprassem os bens necessários ou obtivessem lucros, uma vez que o governo frequentemente as obrigava a reduzir os preços. O governo de Maduro intensificou os controles de preços à medida que a inflação crescia e as escassezes de produtos básicos se agravavam. Ele descreveu essa política como um contra-ataque econômico contra a "burguesia parasitária". Reguladores de preços, com apoio militar, obrigaram as empresas a baixar os preços de tudo, desde eletrônicos até brinquedos. Por exemplo, as franquias venezuelanas do McDonald's passaram a oferecer uma refeição Big Mac por 69 bolívares ou US$ 10,90 em janeiro de 2014, embora obtivessem apenas US$ 1 na taxa do mercado negro. Como as empresas obtinham lucros menores, isso levou a novas escassezes, pois elas não conseguiam arcar com os custos de importar ou produzir os bens dos quais a Venezuela depende.
Com a escassez de moedas estrangeiras e a dependência da Venezuela em relação às importações, cria-se dívida. Sem quitar suas dívidas pendentes, a Venezuela não conseguia importar os materiais necessários para a produção doméstica. Sem essas importações, novas escassezes surgiam, devido à crescente diminuição da produção.

#### Corrupção
Após saques em massa ocorridos em junho de 2016 devido às escassezes, que resultaram na morte de pelo menos três pessoas, em 12 de julho de 2016 o presidente Maduro concedeu ao ministro da Defesa, Vladimir Padrino López, o poder de supervisionar o transporte de produtos, os controles de preços e as Missões Bolivarianas. Ele também colocou os militares para supervisionar cinco dos principais portos da Venezuela. As ações de Maduro fizeram de Padrino uma das pessoas mais poderosas na Venezuela.
Uma investigação da Associated Press publicada em dezembro de 2016 constatou que os militares estavam envolvidos em esquemas para lucrar com a escassez de alimentos, em vez de ajudar a amenizá-la. Vendedores militares aumentavam drasticamente o custo dos produtos e criavam escassezes ao acumular mercadorias. Navios contendo importações frequentemente eram retidos até que oficiais militares nos portos venezuelanos recebessem subornos. Os oficiais ignoravam práticas padrão, como a realização de inspeções sanitárias, embolsando valores normalmente destinados a tais certificados. Um empresário anônimo que participou dos lucrativos negócios de alimentos com oficiais militares venezuelanos – com contratos avaliados em US$ 131 milhões entre 2012 e 2015 – mostrou à Associated Press seus extratos bancários referentes ao seu negócio na Venezuela. O governo o contratava por mais do que o dobro do custo real dos produtos. Por exemplo, um contrato de milho de US$ 52 milhões foi US$ 20 milhões acima da média de mercado. Em seguida, o empresário teve de usar o valor excedente para pagar os militares pela importação dos produtos. Segundo ele, vinha pagando milhões de dólares a oficiais militares há anos, e o ministro da alimentação, general Rodolfo Marco Torres, chegou a receber US$ 8 milhões apenas para importar produtos para a Venezuela. Documentos vistos pela Associated Press, que demonstravam os preços do milho, revelaram também que o governo destinou US$ 118 milhões em julho de 2016 – um pagamento excedente de US$ 50 milhões em relação aos preços médios de mercado daquele mês.
De acordo com o general aposentado Antonio Rivero, Maduro permitiu que os militares controlassem esses esquemas, o que os tornou menos rebeldes ao fornecer-lhes os recursos necessários para alimentar suas famílias, entre outros benefícios. Os militares também utilizaram licenças de controle de câmbio para obter dólares a uma taxa inferior à praticada pelo cidadão venezuelano médio. Eles compartilhavam essas licenças com empresários aliados para importar pouquíssimos bens com os dólares mais baratos, embolsando o restante. Documentos mostram que o general Rodolfo Marco Torres concedeu contratos a potenciais empresas de fachada. Duas empresas – a panamenha Atlas Systems e a J.A. Comercio de Generous Alimenticios – desviaram US$ 5,5 milhões para contas suíças de dois cunhados do então ministro da alimentação, general Carlos Osorio, em 2012 e 2013.
No final de janeiro de 2017, membros do Congresso dos Estados Unidos responderam à investigação da Associated Press, sugerindo a imposição de sanções direcionadas contra funcionários venezuelanos corruptos que se aproveitaram da escassez de alimentos e participaram de esquemas de corrupção. O senador democrata de Maryland e membro da Comissão de Relações Exteriores, Ben Cardin, afirmou: "Quando os militares lucram com a distribuição de alimentos enquanto o povo venezuelano passa fome cada vez mais, a corrupção atingiu um novo nível de depravidade que não pode passar despercebido." O senador Marco Rubio declarou que "Esta deveria ser uma das primeiras ações do Presidente Trump em seu governo."

#### Assistência médica utilizada para ganho político
De acordo com um artigo do The New York Times, a assistência médica foi retida para fins políticos. O Mission Barrio Adentro foi um programa criado por Chávez para levar atendimento médico aos bairros pobres; era composto por cubanos enviados à Venezuela em troca de petróleo. O The New York Times entrevistou dezesseis profissionais de saúde cubanos, em 2019, que haviam trabalhado no Barrio Adentro antes das eleições presidenciais de 2018 na Venezuela; todos revelaram que foram obrigados a participar de fraudes eleitorais. Eles "descreveram um sistema de manipulação política deliberada"; afirmaram que seus serviços como profissionais de saúde "foram utilizados para garantir votos ao Partido Socialista no poder, frequentemente por meio de coerção", conforme relataram ao The New York Times. Diante da escassez de suprimentos e medicamentos, foram instruídos a reter o atendimento – mesmo em situações de emergência – para que os insumos e tratamentos fossem "distribuídos mais próximos à eleição, parte de uma estratégia nacional para compelir os pacientes a votar no governo". Relataram que tratamentos que salvam vidas foram negados a pacientes que apoiavam a oposição. À medida que as eleições se aproximavam, equipes foram enviadas de porta em porta, realizando visitas domiciliares com o objetivo político de "distribuir medicamentos e recrutar eleitores para o Partido Socialista da Venezuela". Os pacientes foram advertidos de que poderiam perder o atendimento médico se não votassem no partido socialista e que, caso Maduro perdesse, os laços com Cuba seriam rompidos, fazendo com que os venezuelanos perdessem toda a assistência médica. Pacientes com condições crônicas, que corriam risco de morte sem o acesso a medicamentos, foram especialmente visados por essas táticas. Um deles relatou que funcionários do governo se passavam por médicos para realizar essas visitas domiciliares antes das eleições; "nós, os médicos, fomos solicitados a doar nossos jalecos extras às pessoas. Os falsos médicos até distribuíam medicamentos, sem saber o que eram ou como usá-los", afirmou.

### Explicações do governo

#### Contrabando
Em entrevista ao presidente Maduro pelo The Guardian, foi observado que uma "proporção significativa" dos bens básicos subsidiados e em escassez estava sendo contrabandeada para a Colômbia e vendida por preços muito mais altos. O governo venezuelano afirmou que até 40% das commodities básicas que subsidia para o mercado interno estavam sendo desviadas dessa forma. No entanto, economistas discordaram dessa afirmação, alegando que apenas 10% dos produtos subsidiados são contrabandeados para fora do país. A Reuters observou que a criação de controles de câmbio e subsídios foi o principal fator que contribuiu para o contrabando.
Após a decisão do presidente Maduro de conceder ao exército o controle da infraestrutura alimentar da Venezuela, militares passaram a vender produtos contrabandeados para a Colômbia. Um membro, o 1º Tenente Luis Alberto Quero Silva da Guarda Nacional Venezuelana, foi preso por possuir três toneladas de farinha, provavelmente parte de uma operação mais elaborada de fraude entre os militares do país.

#### Consumo de alimentos
Em 2013, o presidente do Instituto Nacional de Estatística (INE) do governo venezuelano, Elias Eljuri, referindo-se a uma pesquisa nacional, sugeriu que a escassez de papel higiênico no país se devia ao maior consumo de alimentos pelos venezuelanos. Dados fornecidos pelo escritório de estatísticas do governo venezuelano, entretanto, mostraram que em 2013 o consumo de alimentos pelos venezuelanos, na verdade, diminuiu. Em março de 2016, 87% dos venezuelanos estavam, supostamente, consumindo menos devido às escassezes enfrentadas. Em 2016, o venezuelano médio vivendo em extrema pobreza perdeu cerca de 8,6 kg (aproximadamente 19 libras) devido à falta de alimentos. Em março de 2017, uma cesta de itens básicos de supermercado custava quatro vezes o salário mínimo mensal e, em abril, mais de 11% das crianças do país sofriam de desnutrição. Em 2018, mais de 30% dos venezuelanos faziam apenas uma refeição por dia.

## Resposta

### Censura e negação
O governo venezuelano frequentemente censurava e negava informações de saúde e estatísticas relacionadas à crise. Médicos receberam ameaças para não divulgar dados sobre desnutrição. Em um caso, no relatório anual de 2015 do Ministério da Saúde, a taxa de mortalidade de crianças com menos de 4 semanas de vida aumentou cem vezes, passando de 0,02% em 2012 para pouco mais de 2%. O governo respondeu à divulgação dessas informações no site do ministério, afirmando que este havia sido invadido. As informações foram retiradas da Internet, o ministro da Saúde foi demitido e os militares assumiram o comando do ministério da Saúde da Venezuela. O governo de Maduro concentrou-se em fornecer produtos à cidade capital, Caracas, enquanto as regiões periféricas da Venezuela enfrentavam escassezes maiores.
O presidente Maduro afirmou reconhecer que há fome na Venezuela, embora tenha atribuído a situação a uma guerra econômica. Yván Gil, vice-ministro das Relações com a União Europeia da Venezuela, negou a existência de uma "crise humanitária". Em vez disso, afirmou que havia simplesmente "uma diminuição na disponibilidade de alimentos", alegando que uma "guerra econômica" havia afetado "a disponibilidade de alimentos, mas ainda estamos dentro dos limites estabelecidos pela ONU". Em entrevista à Al Jazeera com a presidente da Assembleia Constituinte, Delcy Rodríguez, ela afirmou: "Tenho negado e continuo negando que a Venezuela tenha uma crise humanitária". Como resultado, a intervenção internacional na Venezuela não seria justificada. Ela ainda descreveu as declarações de venezuelanos que pediam assistência internacional como "traidoras".

### Racionamento

#### Alimentos

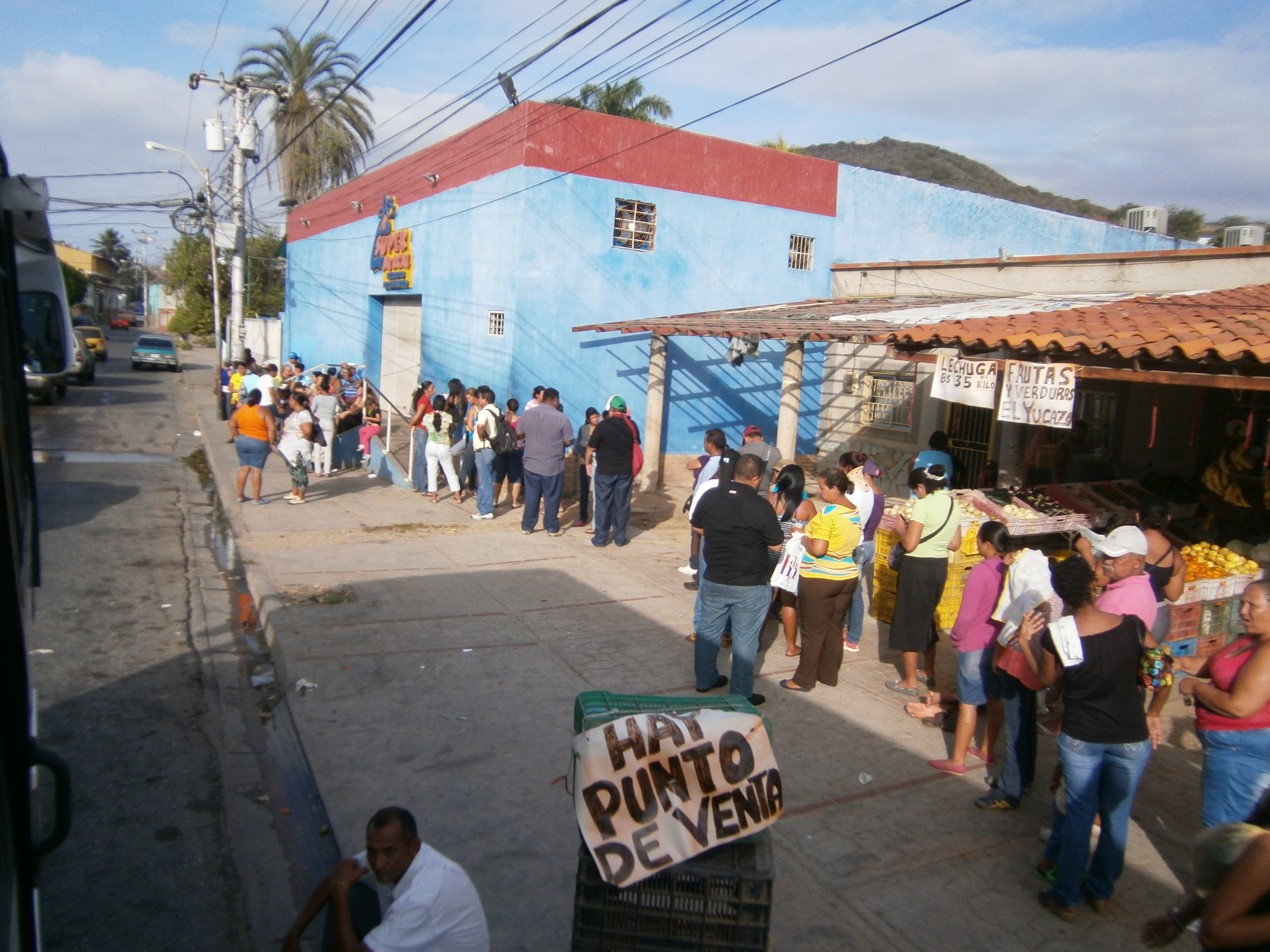
Consumidores aguardando em fila em uma loja do Mercal para produtos subsidiados pelo governo em março de 2014

Economistas afirmam que o governo venezuelano começou o racionamento em 2014 por diversas razões, incluindo uma indústria doméstica improdutiva, que foi negativamente afetada pela nacionalização e intervenção governamental, e controles cambiais confusos que impossibilitavam fornecer os dólares necessários aos importadores para pagar por todos os produtos básicos que entram na Venezuela. De acordo com residentes venezuelanos, o governo também racionou a água pública para aqueles que a utilizavam por mais de 108 horas por semana, devido aos precários sistemas de distribuição de água do país. A gasolina também foi racionada, supostamente, porque a gasolina venezuelana subsidiada estava sendo contrabandeada para a Colômbia, onde era vendida por um preço mais elevado.
Em fevereiro de 2014, o governo afirmou ter confiscado mais de 3.500 toneladas de alimentos e combustíveis contrabandeados na fronteira com a Colômbia, os quais, segundo ele, seriam destinados ao "contrabando" ou à "especulação". O presidente da Assembleia Nacional, Diosdado Cabello, afirmou que os alimentos confiscados deveriam ser entregues ao povo venezuelano e não permanecer "nas mãos desses gângsteres".
Um mês depois, o presidente Maduro introduziu um "cartão biométrico" chamado Tarjeta de Abastecimiento Seguro, que exigia a impressão digital do usuário para efetuar compras em supermercados estatais ou em estabelecimentos participantes. O dispositivo supostamente visava combater o contrabando e a especulação de preços. Foi descrito como sendo tanto um "programa de fidelidade" quanto um cartão de racionamento. Em maio de 2014, meses após a introdução do cartão, foi relatado que 503.000 venezuelanos haviam se registrado para ele. Em agosto de 2014, foi relatado que a Tarjeta de Abastecimiento Seguro não passou da fase de teste e que outro "cartão biométrico" seria desenvolvido, segundo o presidente Maduro.
Logo depois, em agosto de 2014, o presidente Maduro anunciou a criação de um novo sistema voluntário de leitura de impressões digitais, que supostamente visava combater a escassez de alimentos e o contrabando. O governo venezuelano anunciou que 17.000 tropas seriam deslocadas ao longo da fronteira com a Colômbia. Eles deveriam auxiliar no bloqueio do tráfego todas as noites para reforçar os esforços contra o contrabando. O efeito dos bloqueios noturnos seria avaliado após 30 dias. Após grandes escassezes em janeiro de 2015, a Makro anunciou que algumas lojas passariam a utilizar sistemas de leitura de impressões digitais e que os clientes teriam racionamento diário e mensal.

#### Serviços públicos
Os apagões são apenas mais uma evidência de um governo totalmente disfuncional ... Este é um governo que não governa.

Michael Shifter, presidente do Inter-American Dialogue
O racionamento de eletricidade e água começou a aumentar em 2016. A escassez de água na Venezuela levou o governo a determinar o racionamento da água. Muitos venezuelanos já não tinham acesso à água encanada em suas residências e, em vez disso, dependiam do governo para fornecê-la algumas vezes por mês. Venezuelanos desesperados frequentemente demonstravam sua frustração por meio de protestos e passaram a roubar água "de piscinas, prédios públicos e até caminhões-tanque" para sobreviver.
Devido à escassez de água, houve um aumento no número de casos de doenças como escabiose, malária, diarreia e amoebíase no país, segundo Miguel Viscuña, diretor de Epidemiologia da Corporação de Saúde do Centro de Miranda.
A Venezuela também enfrentou escassez de eletricidade e foi assolada por apagões frequentes. Em 6 de abril de 2016, o presidente Maduro ordenou que os trabalhadores públicos não fossem trabalhar, acreditando que isso reduziria o consumo de energia. No entanto, os trabalhadores usaram mais energia em suas casas, utilizando ar-condicionado, eletrônicos e eletrodomésticos. Em 15 de abril de 2016, o presidente Nicolás Maduro anunciou que a Venezuela reverteria a mudança de horário introduzida por Chávez em 2007 devido à escassez de eletricidade (a energia hidrelétrica do país enfrentava baixos níveis de água), retornando ao UTC−04:00 a partir de 1º de maio de 2016 às 03:00:00. Em 20 de abril de 2016, o governo determinou o racionamento de eletricidade em dez estados venezuelanos, incluindo a capital, Caracas; isso ocorreu após outras tentativas de reduzir o consumo de energia, como adiantar o fuso horário da Venezuela e orientar as venezuelanas a deixarem de usar secadores de cabelo, terem falhado. Dois dias depois, em 22 de abril de 2016, o ministro da Eletricidade, Luis Motta Dominguez, anunciou que, a partir da semana seguinte, apagões forçados ocorreriam em toda a Venezuela por quatro horas diárias durante os próximos 40 dias.
Durante os prolongados apagões do início de 2019, energia, água e produtos essenciais tornaram-se cada vez mais escassos ou completamente indisponíveis em determinadas áreas. Para combater essa situação, em 1º de abril, Maduro anunciou um racionamento de energia que duraria 30 dias. Esperava-se que isso preservasse energia para as áreas que mais precisavam, evitasse novos apagões e tornasse a água, o petróleo e os alimentos mais acessíveis – as linhas de abastecimento de água também estavam fora de serviço, enquanto refinarias de petróleo, fábricas de alimentos e sistemas de refrigeração foram paralisados. Parte do plano de racionamento incluía encerrar o expediente às 14h. Em um tweet, o presidente da Assembleia Nacional e presidente interino da Venezuela, Juan Guaidó, afirmou que, na verdade, o racionamento não estava ocorrendo e sugeriu que a energia estava sendo desviada de cidades menores para Caracas, a fim de criar a ilusão de que Maduro havia solucionado o problema após o quarto apagão. Guaidó também afirmou que "líderes anti-Maduro" haviam firmado acordos para importar energia através da Colômbia e do Brasil para resolver temporariamente o problema, pois não havia energia suficiente nem mesmo para racionar.

#### Reação ao racionamento
Os consumidores venezuelanos, em sua maioria, tiveram reações negativas ao sistema de racionamento por impressão digital, alegando que ele criava filas mais longas, especialmente quando as máquinas falhavam. Eles consideravam que o sistema não fazia nada para aliviar as escassezes, uma vez que as profundas mudanças econômicas necessárias no país eram simplesmente ignoradas. Após o anúncio do sistema de impressão digital, protestos eclodiram em várias cidades da Venezuela denunciando a medida proposta. A coalizão da MUD convocou os venezuelanos a rejeitarem o novo sistema de identificação por impressão digital e chamou seus apoiadores para uma cacerolada nacional. Esses protestos ocorreram principalmente em áreas que tradicionalmente se opunham ao governo. Estudantes no estado de Zulia também se manifestaram contra o sistema proposto. Lorenzo Mendoza, presidente da Empresas Polar, maior produtora de alimentos da Venezuela, expressou seu desacordo com o sistema proposto, afirmando que ele penalizaria 28 milhões de venezuelanos pelo contrabando realizado por apenas alguns. Dias após o anúncio, o governo venezuelano reduziu seus planos de implementação do novo sistema, afirmando que agora seria voluntário e se aplicaria apenas a 23 produtos básicos.

#### Apreensões a fornecedores
Em 2013, o governo da Venezuela confiscou a fábrica de papel higiênico Manufactora de Papel numa tentativa de reduzir as escassezes; ele também confiscou várias grandes fazendas para tentar resolver a escassez de alimentos.

#### Comitê Local de Abastecimento e Produção (CLAP)
De acordo com Aristóbulo Istúriz, que foi vice-presidente da Venezuela, os Comitês Locais de Abastecimento e Produção (CLAP), operados pelo governo e responsáveis por fornecer alimentos aos venezuelanos necessitados, são um "instrumento político para defender a revolução". Surgiram alegações de que apenas os apoiadores de Maduro e do governo recebiam alimentos, enquanto os críticos eram privados do acesso aos produtos. A PROVEA, um grupo venezuelano de direitos humanos, descreveu os CLAPs como "uma forma de discriminação alimentar que está exacerbando a agitação social".

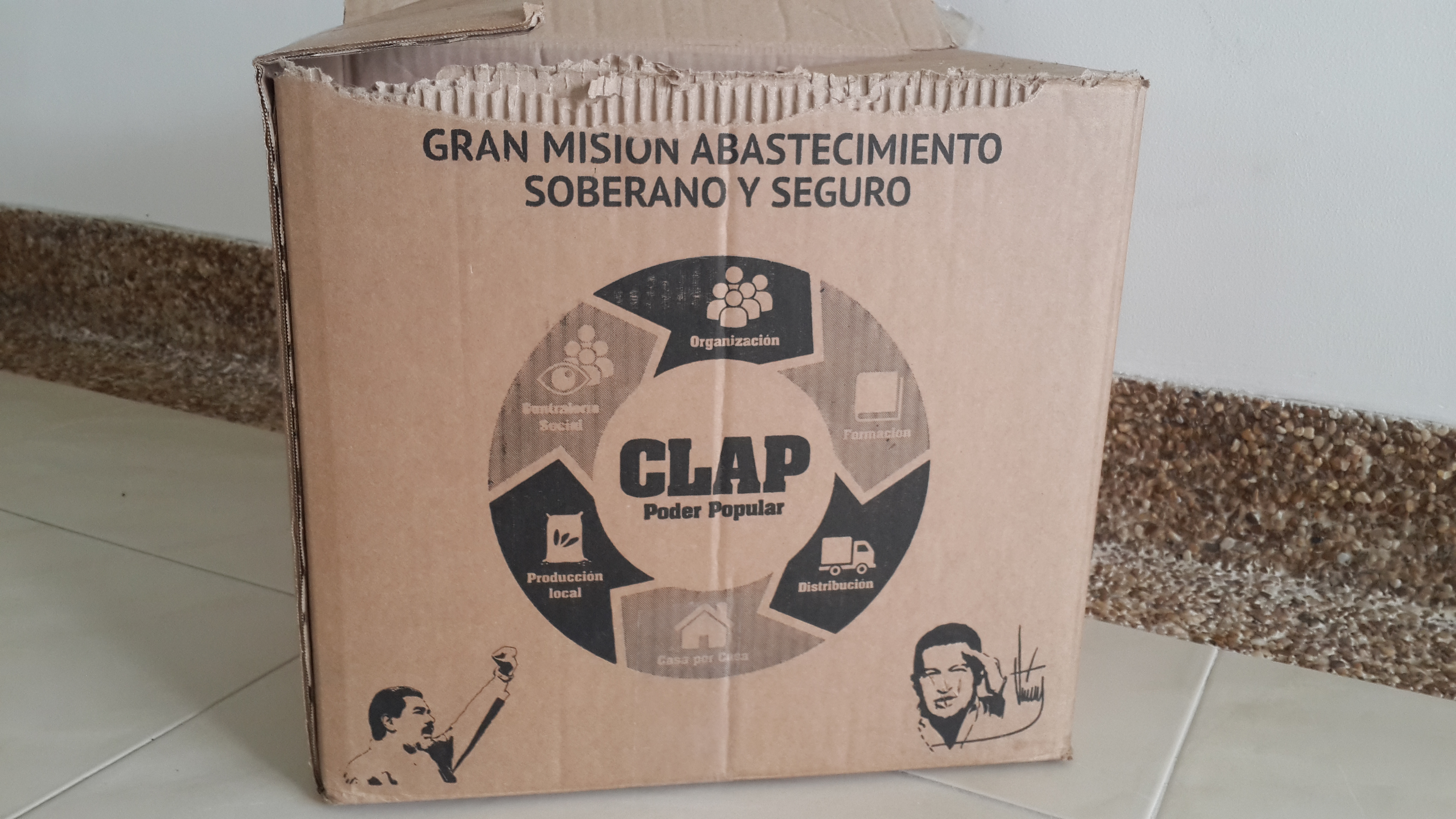
Uma caixa de alimentos fornecida pelo CLAP, com o fornecedor recebendo fundos do governo, de propriedade do presidente Nicolás Maduro

Luisa Ortega Díaz, Procuradora-Geral da Venezuela de 2007 a 2017, revelou que o presidente Maduro lucrara com a crise alimentar. Os CLAPs firmaram contratos com o Group Grand Limited, uma entidade mexicana de propriedade de Maduro por meio dos representantes Rodolfo Reyes, Álvaro Uguedo Vargas e Alex Saab. O Group Grand Limited vendia alimentos aos CLAPs e recebia fundos do governo.
Em 19 de abril de 2018, após uma reunião multilateral entre mais de uma dúzia de países europeus e latino-americanos, funcionários do Departamento do Tesouro dos Estados Unidos afirmaram ter colaborado com autoridades colombianas para investigar programas de importação corruptos da administração Maduro, incluindo os CLAPs. Eles explicaram que funcionários venezuelanos embolsaram 70% dos recursos destinados aos programas de importação criados para aliviar a fome na Venezuela. Os funcionários do Tesouro disseram que buscavam apreender os recursos desviados para as contas de oficiais venezuelanos corruptos e retê-los para um possível governo futuro na Venezuela. Um mês depois, em 17 de maio de 2018, o governo colombiano confiscou 25.200 caixas dos CLAP contendo cerca de 400 toneladas de alimentos em decomposição, que estavam destinados à distribuição ao público venezuelano. O governo colombiano afirmou que estava investigando empresas de fachada e lavagem de dinheiro relacionadas às operações dos CLAPs e alegou que o carregamento seria usado para comprar votos durante as eleições presidenciais de 2018 na Venezuela.
Em 18 de outubro de 2018, promotores mexicanos acusaram o governo venezuelano e indivíduos mexicanos de comprarem produtos alimentícios de baixa qualidade para os CLAPs e exportá-los para a Venezuela, dobrando seu valor de venda. Suspeitos investigados pelo governo mexicano ofereceram pagar US$ 3 milhões à agência de refugiados das Nações Unidas, o ACNUR.
Em 4 de fevereiro de 2019, o novo presidente Juan Guaidó alertou que o governo de Maduro tinha planos de roubar os produtos destinados a fins humanitários que entravam no país, inclusive planos de distribuí-los por meio do programa de distribuição de alimentos do governo, os CLAPs.

## Consumo de alimentos

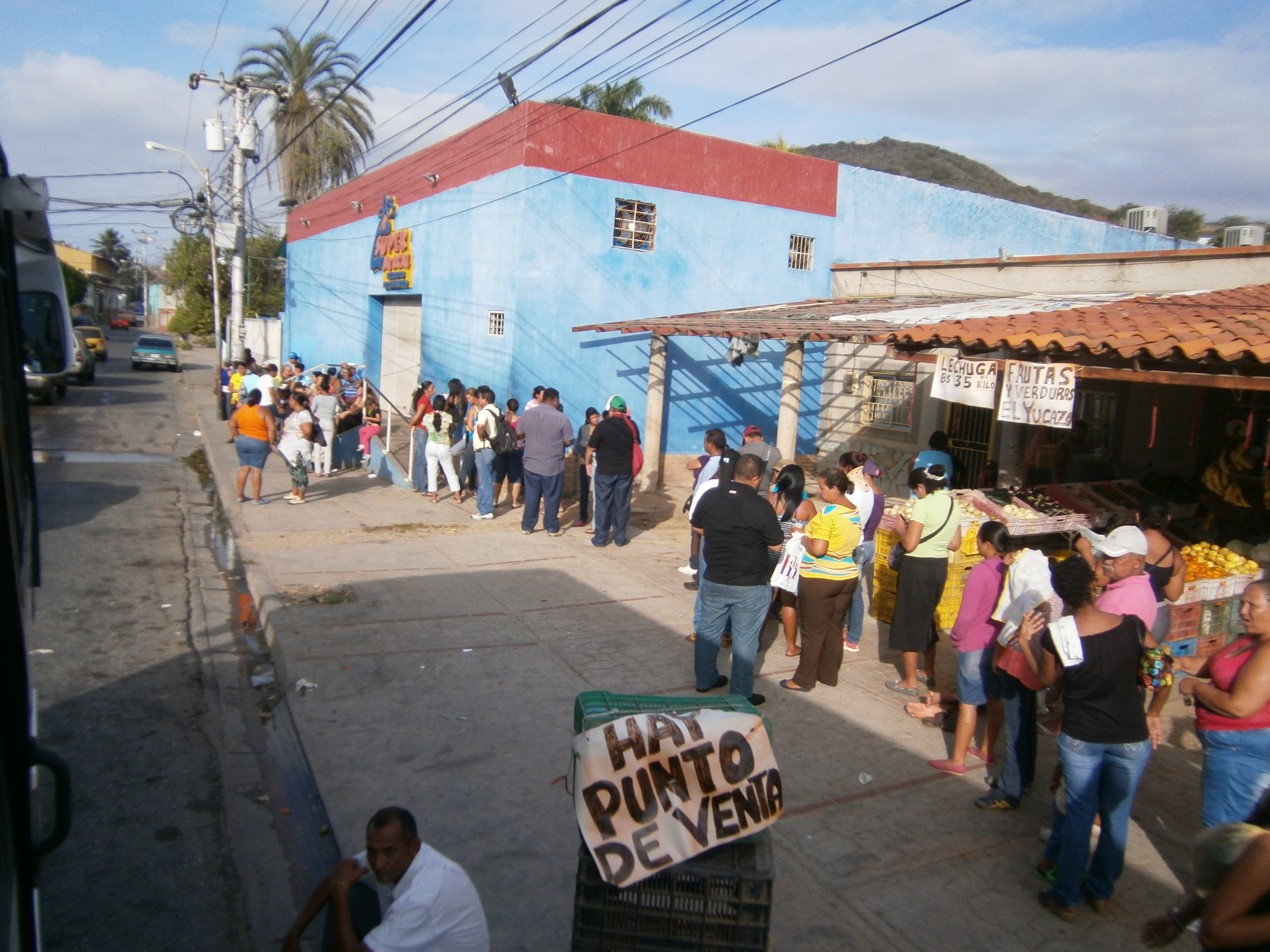
Típica fila de venezuelanos esperando desde cedo as aberturas dos mercados

Elías Eljuri, presidente do Instituto Nacional de Estatísticas, foi a público em 2013, numa entrevista concedida à Televen (uma das TVs estatais do país), para mostrar que uma das causas da escassez é a de que o povo está comendo muito mais. Entretanto, dados proporcionados pela oficina de estatísticas do governo venezuelano mostrou que, na realidade, o consumo de alimentos diminuiu.

### Respostas oficiais e medidas do Governo
Durante os governos de Hugo Chávez e de Nicolás Maduro, houve um aumento de consumo devido ao crescente poder de compra dos venezuelanos, que não pode ser facilmente satisfeita por subsídios. O governo também responsabiliza o contrabando como um dos motivos da crise. Alexander Fleming, ex-ministro do comércio entre 2013-2014, atribui a raiz do problema aos "improdutivos parasitas", ou seja, empresas, que utilizam a moeda do Estado para levantar capital em vez de se dedicar à fornecer alimentos à população.
Como já dito anteriormente, uma das respostas oficiais do governo foi emitida pelo Presidente do INE, Elias Eljuri, que aponta o “excesso de apetite” como uma das causas.
De acordo com dados do Banco Central da Venezuela (BCV), os preços dos alimentos aumentaram 76,2% entre maio de 2013 e maio de 2014, e de acordo Solomon Centeno, economista e professor universitário, estima-se baseado em estatísticas que a inflação dos alimentos chegou a 100%. O BCV também registrou um déficit de bens de 26,9% em março de 2014.
Outros economistas estatais indicam que o governo venezuelano começou o racionamento em razão de vários problemas, incluindo uma improdutiva indústria nacional, que foi afetada negativamente por estatizações e intervenção governamental.
Em fevereiro de 2014, o governo alegou ter apreendido mais de 3.500 toneladas de produtos, incluindo alimentos e combustíveis contrabandeados na fronteira com a Colômbia. O presidente da Assembleia Nacional, Diosdado Cabello, disse que a comida confiscada deve ser oferecida para os venezuelanos, e não para “bandidos”.
Em março de 2014, o presidente Maduro introduziu o "cartão seguro" usado para compras em supermercados do estado, com a finalidade de combater o contrabando e o mercado negro. Meses após a introdução do cartão, que foi relatado que 503.000 venezuelanos se inscreveram neste programa.
Pouco depois, em agosto de 2014, o presidente anunciou a criação de um novo sistema de digitalização de impressões digitais, cuja adesão é voluntária, também a fim de combater a escassez de alimentos. O governo venezuelano anunciou que 17.000 soldados seriam movidos na fronteira com a Colômbia, com o propósito de combater o contrabando. Consumidores venezuelanos expressaram posições adversas em relação a essas políticas, alegando que o sistema não faz nada para aliviar a escassez e de não estimular diretamente o aumento da produção.
Nicolás Maduro aponta ainda a CIA como uma das responsáveis pela escassez de alimentos.

## Efeitos

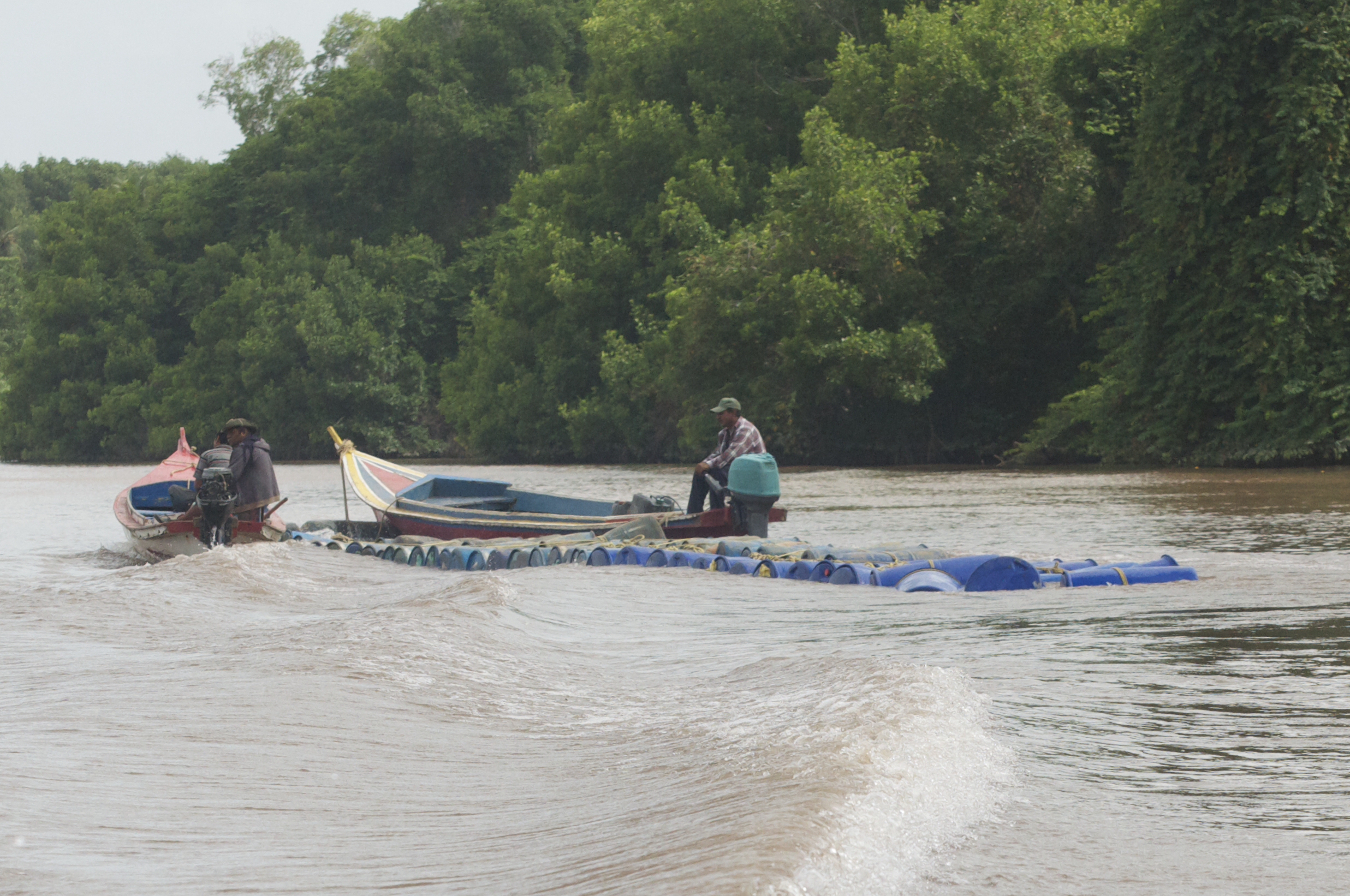
Contrabando de gasolina No Rio Limão, Estado de Zulia

### Criminalidade
Devido à escassez de bens, diversos ataques têm sido reportados no momento em que os cidadãos estão comprando seus produtos. Os motociclistas são especialmente atingidos, já que não há peças de reposição nem motocicletas à venda. Policiais também são especialmente atacados, normalmente em tentativas de levar suas armas.
Em julho de 2015, a BBC noticiou que, devivo à escassez de bens comuns de primeira necessidade, virou comum a divulgação nas redes sociais de venezuelanos saqueando caminhões e supermercados.

### Crise hospitalar
A crise hospitalar começou a aparecer no início de 2013 com a falta de medicamentos. A expectativa de vida diminuiu e pacientes que sofrem de doenças como câncer, asma, epilepsia, diabetes, parkinson e Alzheimer tiveram que recorrer a outras instituições ou percorrer grandes rotas entre os estados para encontrar medicamentos. Além desses medicamentos, é registrada a falta de anti-inflamatórios, anestesia e antialérgicos. Há ainda a carência de instrumentos cirúrgicos como bisturis, seringas, agulhas hipodérmicas, hidrogel e cateteres. O custo exorbitante de novos equipamentos exige a manutenção forçada de aparelhos antigos, além da limpeza constante, o que é dificultado pela falta de detergentes comuns e de detergentes enzimáticos, propiciando infecções hospitalares, principalmente por causa das epidemias atuais que afligem o país; como o Chicungunha e a dengue.
A falta de detergentes para limpeza de tubos endotraqueais causou a infecção de vários recém-nascidos, além de complicações na gravidez.
Estima-se que pelo menos quinze crianças morrem todos os dias em unidades de terapia intensiva na Venezuela, principalmente como casos decorrentes de infecções. A falta de sedativos durante a intubação gera ansiedade no paciente, causando espasmos, desconforto e a necessidade de remover o tubo; o que força a contenção física do paciente por meio de cintos e cordas para imobilizá-lo e evitar remoção do tubo. Pela superlotação dos hospitais bem como pela falta de macas, internações são feitas nos corredores ou no chão.
Em setembro de 2016, imagens de bebês recém-nascidos colocados em caixa de papelão circularam as redes sociais. As imagens foram publicadas por Manuel Ferreira, diretor de Direitos Humanos da coalização opositora.

## Artigos que foram reportados como escassos
Até novembro de 2015, diversos produtos dos mais diversos setores desapareceram ou ficaram raros no mercado.

### Alimentos
1. Óleo de Girassol[135]
2. Óleo de Milho[135]
3. Azeitonas[136]
4. Arroz[137]
5. Aveia[138]
6. Açucar[135]
7. Café[135]
8. Carne de porco[136]
9. Carne de frango[136]
10. Carne[139]
11. Chocolate[140]
12. Compotas[141]
13. Biscoitos[140]
14. Confeiteria[140]
15. Farinha de Trigo[135]
16. Ovos[142]
17. Leite condensado[141]
18. Leite e leite desnatado[135]
19. Fórmula infantil[143]
20. Lentilha[141]
21. Feijão[134]
22. Ervilha[134]
23. Manteiga[144]
24. Margarina[135]
25. Maionese[141]
26. Mostarda[141]
27. Pão de presunto[145]
28. Pão e pão integral[146]
29. Passas[136]
30. Macarrão[141]
31. Peixe[147]
32. Ração para animais[148]
33. Queijo[141]
34. Refresco[149]
35. Sardinha[150]
36. Sucos industrializados[138]
37. Atum[150]

### Produtos médicos
1. Agulha hipodérmica[130]
2. Antibióticos[151]
3. Anticonceptivo oral (pílula)[152]
4. Anti-histamínico[130]
5. Antinflamatorios[130]
6. Catéter[130]
7. Laxante[151]
8. Gaze[130]
9. Hidrogel[130]
10. Implantes mamários[153]
11. Seringas[130]
12. Levotiroxina[154]
13. Bisturís[130]
14. Paracetamol[155]
15. Preservativos[152]
16. Sedativos[130]
17. Medicamentos para tratamento de Quimioterapia[156][157]

### Produtos de higiene
1. Xampu[148]
2. Pasta de dentes[146]
3. Desodorante[146]
4. Enxaguante bucal[148]
5. Cloro[158]
6. Sabonete[159]
7. Detergente[158]
8. Navalha[159]
9. Fraldas[160]
10. Papel higiênico[159]
11. Amaciante[158]
12. Guardanapos[149]

### Outros
1. Vergalhão[161]
2. Bateria de automóvel[162]
3. Cimento[161]
4. Eletrodomésticos[160]
5. Gás doméstico[163]
6. Inseticida[149]
7. Maquiagem[164]
8. Pneus[165]
9. Caixões[166]
10. Cerveja[167]